# John-F.-Kennedy-Platz (Berlin)
Der John-F.-Kennedy-Platz ist ein Platz im Berliner Ortsteil Schöneberg vor dem Rathaus Schöneberg. Der Platz wurde nach dem amerikanischen Präsidenten John F. Kennedy benannt, der am 26. Juni 1963 anlässlich des 15. Jahrestages der Berliner Luftbrücke eine weltweit beachtete Rede vor dem Rathaus Schöneberg hielt, in der er zweimal den Satz „Ich bin ein Berliner“ aussprach.

## Geschichte
Im Jahr 1907 wurde der heutige John-F.-Kennedy-Platz nach dem Bebauungsplan zunächst als Platz R angelegt. Rund um den neuen Platz, der „gärtnerisch in hervorragender Weise ausgestattet werden sollte“, erhielten die Verkehrswege eine Asphaltierung. Nach Fertigstellung des Rathauses wurde der Platz im Folgejahr in Rathausplatz umbenannt. Im Jahr 1911 erhielt die Anlage den Namen nach dem ehemaligen Oberbürgermeister Rudolph Wilde der damals eigenständigen Stadt Schöneberg den Namen Rudolph-Wilde-Platz. Am 25. November 1963, drei Tage nach dem Attentat auf John F. Kennedy, erhielt der kleine dreieckige Platz seinen heutigen Namen. Die Umbenennung erfolgte anlässlich der Trauerkundgebung für Kennedy vor dem Rathaus Schöneberg. Zum Jahrestag seiner Rede am 6. Juni 1964 enthüllte sein Bruder Robert F. Kennedy ein Reliefporträt samt Bronzetafel am Haupteingang des Rathauses. Aufgrund der Umbenennung des Platzes von Rudolph-Wilde-Platz zu John-F.-Kennedy-Platz erhielt der angrenzende Stadtpark später den Namen Rudolph-Wilde-Park.

## Nutzungskonzept
Das Nutzungskonzept des Platzes war ursprünglich für einen Parkplatz vorgesehen, allerdings wird der Platz heute mehrmals wöchentlich für einen Wochenmarkt genutzt.

## Gedenktafeln
Am Rathaus erinnern Gedenktafeln an den Besuch von John F. Kennedy, an die Freiheitsglocke und an den Bildhauer Max Bluhm.
| Datierung        | Künstler        | Bild | Inschrift |
| ---------------- | --------------- | ---- | --- |
| 26. Juni 1964    | Richard Scheibe |      | Gedenktafel für John F. Kennedy (mit Reliefportrait): John F. Kennedy 35. Präsident der Vereinigten Staaten von Amerika sprach in der Mittagsstunde des 26. Juni 1963 an dieser Stätte zu den Bürgern Berlins. Hier versammelten sich in der Nacht des 22. November 1963 die Berliner zur Totenklage für den ermordeten Staatsmann. In Dank und Ehrfurcht enthüllten sie am 26. Juni 1964 ihrem großen Freunde zum Gedächtnis diese Tafel. Miteinander werden wir diese Erde retten oder miteinander in den Flammen ihres Brandes umkommen. Aber retten können und retten müssen wir sie und damit werden wir uns den ewigen Dank der Menschheit verdienen und als Friedensstifter den ewigen Segen Gottes. John F. Kennedy in seinem Appell an die Völker 25. September 1961 Zusatztafel: Ein Geschenk an die Bürger Berlins von der alten und ehrenwerten Artilleriekompanie von Massachusetts zur Erinnerung an den 25. Jahrestag der bewegenden und mitreißenden Rede ihres verehrten Mitglieds John F. Kennedy, Präsident der Vereinigten Staaten von Amerika. 3. Oktober 1988 Ltc. Joseph de Matteo Captain Commanding |
| 24. Oktober 1950 |                 |      | Gedenktafel für die Freiheitsglocke (mit Reliefdarstellung): „Möge diese Welt mit Gottes Hilfe eine Wiedergeburt der Freiheit erleben“ So tönt die Freiheitsglocke vom Rathausturm in alle Welt. Sie ist ein Geschenk an die standhaften Berliner von ihren Freunden, den Bürgern von Amerika. Ihrer Bestimmung wurde sie am 24. Oktober 1950 durch den Regierenden Bürgermeister Ernst Reuter und General Lucius D. Clay in Gegenwart von über 500.000 Berlinern aus beiden Teilen der Stadt übergeben. “That this world, under God, have a new birth of freedom” So speaks the bell of freedom from the rathaus tower to all mankind. Gift to the steadfast citizens of Berlin from their friends, the American people. Dedicated October 24, 1950 by Governing Mayor Ernst Reuter and General Lucius D. Clay in the presence of more than 500,000 Berliners from both parts of the city |
| Mai 2004         |                 |      | Gedenktafel für Max Bluhm auf Acryglas: Bildhauer Max Bluhm (1870–1928) schuf im Jahre 1915 das Trauzimmer im Rathaus Schöneberg Sein Lebenslauf 27. Juni 1870 0 geboren in Alt-Jablonken, Kreis Osterode (Ostpreußen) 1888–1889 0 Fachschule für Bildschnitzerei in Leisnig i.S. 1903 0 Bildhauer in verschiedenen Werkstätten in Görlitz, später selbständig 1904–1905 0 Arbeiten in Schloss und Kirche zu Halbau (Schlesien) 1906 0 Arbeiten im Rathaus in Görlitz 1907 0 Übersiedlung nach Berlin, Tempelhofer Straße 22 (Haus im 2. Weltkrieg zerstört); Arbeiten bei Wertheim, Eckplastiken Kandelaber auf dem Wittenbergplatz, Plastiken im Kriegsministerium in der Dorotheenstraße 1911–1912 0 Arbeiten im Rathaus Rixdorf 1913–1915 0 Plastiken im Rathaus Schöneberg, Trauzimmer 1915–1918 0 Arbeiten im Rathaus Neukölln (Rathausdiele), Rolandstatue aus dem Hertzbergplatz, eingeweiht am 12. September 1915, Christusfiguren in der Neuköllner Nikodemuskirche 1919 0 Denkmal des Eugen Diederich in Bremen (zusammen mit den Künstlern Mayer und Grosmann) 1920 0 Umzug in die Siedlung Lindenhof, Domnauer Straße 23 1925–1927 0 Entwürfe für ein Wohnviertel in Charkow 19. März 1928 0 verstorben im Augusta-Viktoria-Krankenhaus, Berlin-Friedenau |